# Asterion (Sohn des Kometes)
Asterion (altgriechisch Ἀστερίων, Asteríōn; Nebenform: ᾿Αστέριος, Astérios; lateinisch und deutsch auch Astérius) ist eine Gestalt der griechischen Mythologie. Man kann ihn  auf Grund seiner Abstammung den Lapithen zuzurechnen, denn sein Vater Kometes war möglicherweise einer von ihnen.
Er war der Sohn des Kometes und der Antigone, der Tochter des Pheres. Er stammte aus Peiresia (später Asterion genannt) in der Nähe des Berges Phylleios in Thessalien, und nahm an der Fahrt der Argonauten teil. Seine Gemahlin war die Amphiktyone, sein Sohn Dotis.